# Língua arracanesa
A língua arracanesa (também chamada marma e raquine /rəˈkaɪn/; em birmanês: ရခိုင်ဘာသာ; romaniz.: rakhuin bhasa, pronúncia: /ɹəkʰàɪɴ bàθà/) é uma língua tibeto-birmanesa do ramo lolo-birmanês. É frequentemente considerada um dialeto da língua birmanesa. A língua se divide em três dialetos: Sittwe–Marma (cerca de dois terços dos falantes, os arracaneses), Ramree e Thandwe/Sandoway. O total de falantes é da ordem de 186 mil.

## Geografia
É falada principalmente nas colinas de Chatigão, em Bangladexe, especialmente nos distritos de Rangamati, Bandarban e Khagrachari.

## Vocabulário
Há também diferenças significativas de vocabulário em relação ao birmanês padrão. Alguns são palavras nativas sem cognatos em birmanês padrão, como "sarong" (လုံခြည် em birmanês padrão, တယော em Arracanês). Outros são palavras tomados de empréstimo do bengali, inglês e hindi não existentes no birmanês padrão. Como exemplo temos "hospital," que é chamado ဆေးရုံ em birmanês padrão, mas é သေပ်လှိုင် (pronúncia [θeɪʔ l̥àɪɴ]/[ʃeɪʔ l̥àɪɴ]) em arracanês, do inglês "sick lines." Outras palavras simplesmente têm significados diferentes (por exemplo, "tarde",ညစ em arracanês e ညနေ em birmanês padrão). Além disso, algumas palavras arcaicas em birmanês padrão são preferidas em arracanês. Um exemplo é o pronome de primeira pessoa, o qual é အကျွန် em arracanês (não ကျွန်တော်, como em birmanês padrão).

### Comparação
Uma lista de diferenças de vocabulário entre birmanês padrão e arracanês está abaixo:
| Inglês          | Birmanês padrão | Arracanês | Notas |
| --------------- | --------------- | --------- | --- |
| sedento         | ရေဆာ              | ရေမွတ်       | |
| ir              | သွား               | လား         | Arracanês para "ir" foi historicamente utilizada em birmanês padrão.                                                                |
| chutar uma bola | ဘောလုံးကန်            | ဘောလုံးကျောက်      | |
| dor de estômago | ဗိုက်နာ             | ဝမ်းခဲ       | Arracanês prefere ဝမ်း ao birmanês padrão ဗိုက် para "estômago."                                                                         |
| goiaba          | မာလကာသီး            | ဂိုယံသီး       | Birmanês padrão para "guava" ise derivou da palavra Malaca, enquanto que o arracanês para "guava" veio da língua espanhola guayaba. |
| papaya          | သင်္ဘောသီး            | ပဒကာသီး      | Birmanês padrão para "papaya" significa literalmente "barco."                                                                       |
| soap            | ဆပ်ပြာ             | သူပုန်       | |
| superficial     | အပေါ်ယံ             | အထက်ပေါ်ရီ     | |
| cobertor        | စောင်              | ပုဆိုး        | ပုဆိုး em birmanês padrão se refere ao longyi (sarong masculino).                                                                       |
| escuro          | မှောင်              | မိုက်        | A palavra composta မှောင်မိုက် ("muito escuro") é usada tanto em birmanês padrão como em arracanês.                                        |
| colher uma flor | ပန်းခူး             | ပန်းဆွတ်      | A palavra composta ဆွတ်ခူး ("prgar") é usada tanto em birmanês padrão como em arracanês.                                                |
| lavar [roupas]  | လျှော်               | ဖွပ်        | A palavra composta လျှော်ဖွပ် ("lavar") é usada tanto em birmanês padrão como em arracanês.                                                |

## Escrita
O arracanês ou Marma usa uma forma adaptada e própria do alfabeto birmanês que tem 33 letras.

## Fonologia
O arracanês usa em grande escala o som /r/, que se misturou ao som /j/ do birmanês padrão. Também o arracanês misturou váios sons vogais como ဧ ([e]) com a ဣ ([i]).Assim, um som como o da palavras d like "sangue" é သွေး ([θwé]) no birmanês padrão, sendo pronunciado [θwí] em arracanês. De acordo com os falantes de birmanês padrão, o arracanês tem uma inteligibilidade de apenas 75% com o birmanês. Além disso, há menos vocalização em arracanês do ue em birmanês padrão, o que ocorre apenas quando o consoante é aspirada. De forma diversa do birmanês, a maior sonoridade não varia de [θ] para [ð].
Porque o arracanês preservou o som /r/, o /-r-/ medial (preservado somente na escrita no birmanês padrão por meio do diacrítico ြ) é ainda distintop nos seguintes conjuntos de consoantes: /ɡr- kr- kʰr- ŋr- pr- pʰr- br- mr- m̥r- hr-/.
O dialeto arracanês tem uma maior frequência de vogais abertas que se suavizam para /ə/. Um exemplo é a palavra "salário" (လခ) que é [la̰ɡa̰] birmanês padrão, é [ləkha̰] em arracanês.
A seguir, se veem consoantes, vogas e rimas variáveis encontrados no dialeto arracanês:
| Birmanês (escr.)                    | Birmanês (padrão) | Arracanês | Notas |
| ----------------------------------- | ----------------- | --------- | --- |
| -စ်                                  | /-ɪʔ/             | /-aɪʔ/    | Ex.စစ် ("genuíno") e စိုက် ("planta") são ambas pronunciadas [saɪʔ] em arracanês |
| ိုက်                                   | /-aɪʔ/            | /-aɪʔ/    | |
| -က်                                  | -ɛʔ               | -ɔʔ       | |
| -ဉ်                                  | /-ɪɴ/             | /-aɪɴ/    | Ex.ဥယျာဉ် ("jardim"), do birmanês padrão [ṵ jɪ̀ɴ] → [wəjàɪɴ]. Rima irregular, com várias pronúncias. Em algumas palavras, é /-ɛɴ/ (Ex.ဝိညာဉ် "alma", do birmanês padrão [wèɪɴ ɲɪ̀ɴ] → [wḭ ɲɛ̀ɴ]). Em poucas palavras, é /-i -e/ (Ex.ညှဉ်း "oprimir", do birmanês padrão [ɲ̥ɪ́ɴ] → [ɲ̥í, ɲ̥é]). |
| ိုင်                                   | /-aɪɴ/            | /-aɪɴ/    | |
| -င်                                  | /-ɪɴ/             | /-ɔɴ/     | |
| -န် ွန်                                | /-aɴ -ʊɴ/         | /-ɔɴ/     | ွန် is /-wɔɴ/ |
| -ည်                                  | /-i, -e, -ɛ/      | /-e/      | Algumas exceções são pronunciadas /-aɪɴ/, como ကြည် ("clear"), pronunciada [kràɪɴ] |
| -ေ                                   | /-e/              | /-i/      | Ex.ချီ ("carregar") and ချေ ("cancelar") são pronunciadas [tɕʰì] e [tɕʰè] respectivamente no birmanês padrão, mas misturado com [tɕʰì] no arrcanês |
| -တ် ွတ်                                | /-aʔ -ʊʔ/         | /-aʔ/     | |
| ိန်                                   | /-eɪɴ/            | /-ɪɴ/     | |
| -ုန်                                  | /-oʊɴ/            | /-ʊɴ/     | |
| Nasal inicial + -ီ Nasal inicial + -ေ | /-i/              | /-eɪɴ/    | Ex.နီ ("vermelho") é [nì] em birmanês padrão, mas [nèɪɴ] em arracanês Em resumo, a rima é inalterada desde a rima padrão (Ex.မြေ "terra, país", normalmente pronunciado [mrì], não [mrèɪɴ], ou အမိ "mãe", normalmente pronunciado [əmḭ], não [əmḛɪɴ] Há poucas exceções, nas quais a rimanasal é /-eɪɴ-/ nesmo sem uma inicial nasal (Ex.သီ "novelo", do birmanês padrão [θì] → [θèɪɴ]). |
| Nasal inicial + -ု -ူ -ူး               | /-u/              | /-oʊɴ/    | Ex.နု ("ternura") é [nṵ] em birmanês padrão, mas[no̰ʊɴ] em arracanês |
| ွား                                    | /-wá/             | /-ɔ́/      | Ex.ဝါး ("bambu") é [wá] em birmanês padrão, mas [wɔ́] em arracanês |
| ြွ                                    | /-w-/             | /-rw-/    | Ocprre em algumas palavras (Ex.မြွေ ("serpente") é [mwè] em birmanês padrão, mas [mrwèɪɴ] em arracanês) |
| ရှ-                                  | /ʃ-/              | /hr-/     | |
| ချ-                                  | /tɕʰ-/            | /ʃ-/      | Por vezes ocorre (Ex.ချင် ("querer") is [tɕʰɪ̀ɴ] em birmanês padrão, mas [ʃɔ̀ɴ]~[tɕʰɔ̀ɴ] em arracanês) |
| တ- → ရ-                             | /t- d-/           | /r-/      | Ex.A partícula que marca o tempo presente တယ် ([dɛ̀]) corresponde ao ရယ် ([rɛ̀]) em arracanês Ex.A partícula plural တို့ ([do̰]) corresponde a ရို့ ([ro̰]) em arracanês |
| ရှ- ယှ- ယျှ-                            | /ʃ-/              | /h-/      | Eencontrada em poucas palavras |
| -ယ် ဲ                                 | -ɛ                | -e        | |

| Escrita             | အမေက                                                                  | သင်္ကြန်ပွဲတွင်                                                              | ဝတ်ရန်                                                                 | ထဘီ                                                                   | ရှစ်ထည်                                                                 | ပေးလိုက်ပါ                                                                 | ဆိုသည်။                                                                 |                                                                      |
| Birmanês padrão     | ʔəmè ɡa̰                                                              | ðədʒàɴ pwɛ́ dwɪ̀ɴ                                                      | wʊʔ jàɴ                                                              | tʰəmèɪɴ                                                              | ʃɪʔ tʰɛ̀                                                              | pé laɪʔ pà                                                           | sʰò dɛ̀                                                               |                                                                      |
| Arracanês           | ʔəmì ɡa̰                                                              | θɔ́ɴkràɴ pwé hmà                                                      | waʔ pʰo̰                                                              | dəjɔ̀                                                                 | ʃaɪʔ tʰè                                                             | pí laʔ pà                                                            | sʰò rì                                                               |                                                                      |
| Arracanês (escrito) | အမိက                                                                  | သင်္ကြန်ပွဲမှာ                                                               | ဝတ်ဖို့                                                                  | တယော                                                                   | ရှစ်ထည်                                                                 | ပေးလတ်ပါ                                                                 | ဆိုရယ်။                                                                 |                                                                      |
| Tradução            |                                                                      |                                                                      |                                                                      |                                                                      |                                                                      |                                                                      |                                                                      |                                                                      |
| Português           | Mãe diz: "Dê-me oito pasos para vestir durante o festival Thingyan." | Mãe diz: "Dê-me oito pasos para vestir durante o festival Thingyan." | Mãe diz: "Dê-me oito pasos para vestir durante o festival Thingyan." | Mãe diz: "Dê-me oito pasos para vestir durante o festival Thingyan." | Mãe diz: "Dê-me oito pasos para vestir durante o festival Thingyan." | Mãe diz: "Dê-me oito pasos para vestir durante o festival Thingyan." | Mãe diz: "Dê-me oito pasos para vestir durante o festival Thingyan." | Mãe diz: "Dê-me oito pasos para vestir durante o festival Thingyan." |

| Sílaba aberta  | fraca= ə full = i, e, ɛ, a, ɔ, o, u                                  |
| Sílaba fechada | nasal = eɪɴ, ɛɴ, aɪɴ, aʊɴ, ɔɴ, oʊɴ stop = eɪʔ, ɛʔ, aɪʔ, aʊʔ, ɔʔ, oʊʔ |